# Castello di Conversano
Das Castello di Conversano ist eine normannische Festung in der Stadt Conversano in Apulien. Das Gebäude aus dem 11. Jahrhundert wurde nach und nach verändert und umgebaut, besonders im 15. und im 17. Jahrhundert. So wurde aus der ursprünglichen Festung ein prächtiges Herrenhaus.

## Beschreibung

### Außenansicht

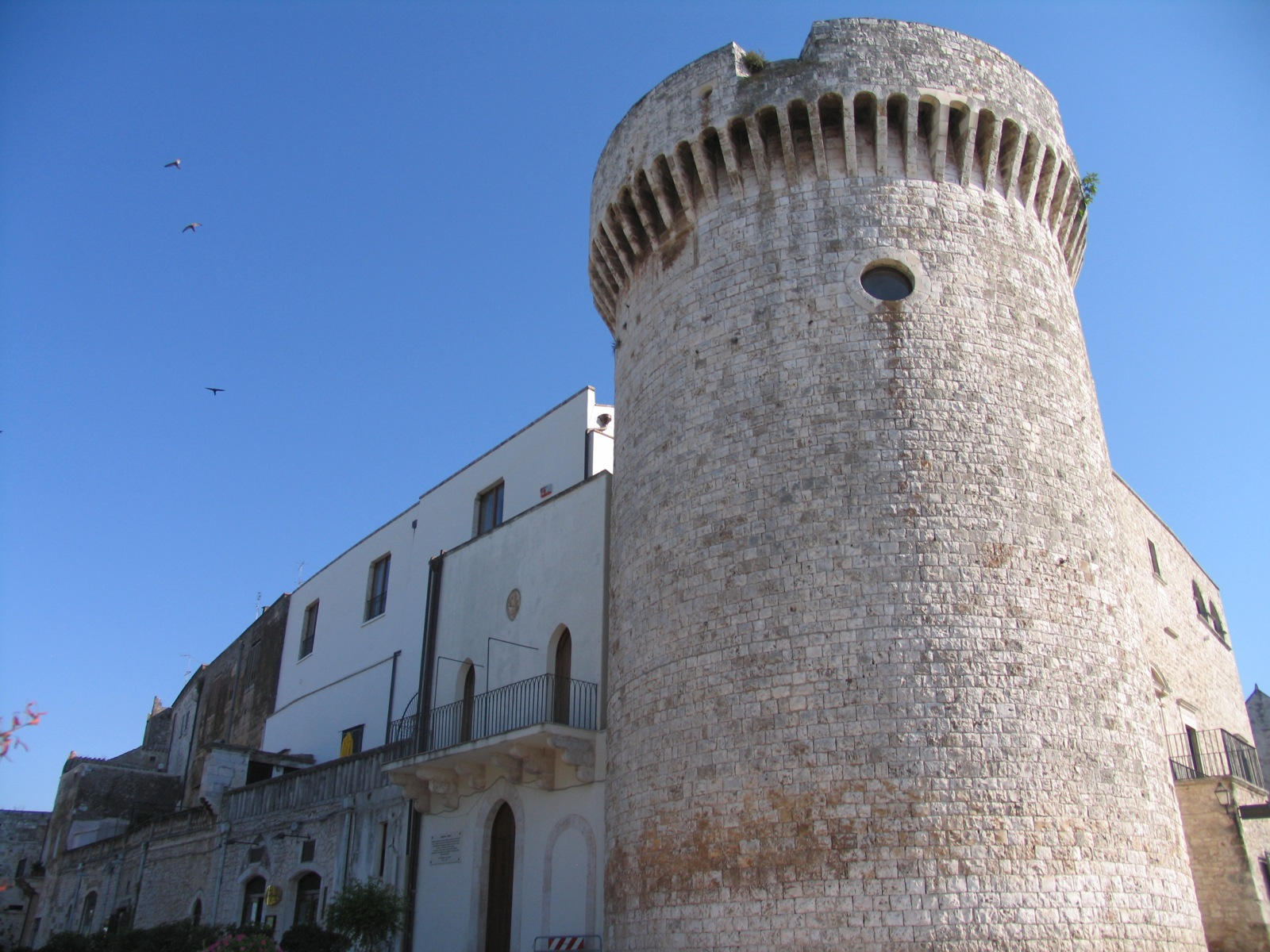
Turm der Burg

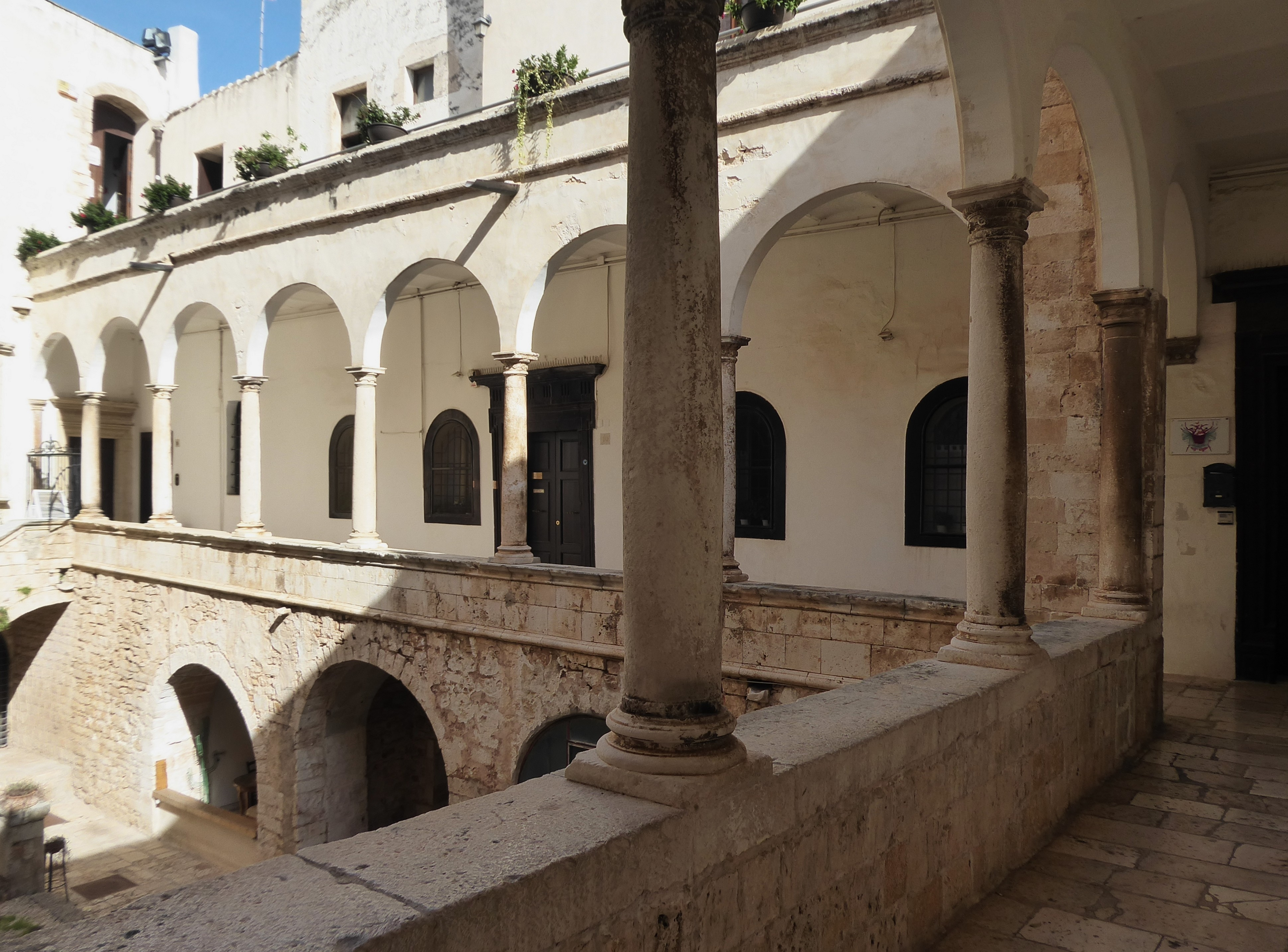
Blick in den Innenhof

Wenn man um die Anlage herumgeht, bemerkt man auch einen dicken, zylindrischen Turm aus dem 14. Jahrhundert, eine zwölfeckige, zinnenbewehrte Bastion mit Schießscharten von 1460, drei massige, quadratische Türme aus dem 11.–12. Jahrhundert (Der „Maestro“-Turm stammt aus normannischer Zeit und ist auf einer megalithischen Mauer – in Spuren noch sichtbar – aufgebaut) und einige Reste von Spitzbogenfenstern und runden Fenstern. Das Eingangstor, die Umfassungsmauer des Innenhofes und die prächtige Galerie, die den Innenhof umschließt, stammen ungefähr von 1710; in diesem Jahr ließ sie die Gräfin Dorothea Acquaviva errichten. Auf der Seite der Piazza della Conciliazione liegt der spätbarocke, monumentale Eingang.

### Innenräume
Der Eingang zur Burg liegt nicht an der Piazza Castello, sondern an der angrenzenden Piazza della Conciliazione, wo man durch ein Portal von 1710 in barockem Stil eintritt. So kommt man in den Innenhof mit Vorhalle und Loggia auf beiden Seiten. Die Wohnräume der Burgherren beinhalten noch in einigen Räumen das alte Mobiliar aus dem 16. bis 17. Jahrhundert. Wegen seiner Schönheit und Weite ist im Übrigen der Blick vom Turm spektakulär, der den Innenhof beherrscht und im 14. Jahrhundert für Walter VI. von Brienne erbaut wurde. Heute sind einige Teile der Burg in privater Hand.

### Stadtpinakothek
Im Inneren der Burg befindet sich nach einer Reihe von Restaurierungen die Stadtpinakothek. Sie enthält verschiedene Werke, unter anderem die großen Gemälde, auf denen Episoden aus Das befreite Jerusalem vom neapolitanischen Maler des 17. Jahrhunderts, Paolo Finoglia dargestellt sind; dieser wurde von Giangirolamo II. von Acquaviva nach Conversano eingeladen. Der Gemäldezyklus dient zum Ausweis der Macht und des Prestiges des Hauses, die diese Werke beim Maler in Auftrag gegeben hatte.